# جاسم الخلوفی
جاسم الخلوفی (انگلیسی: Jassem Khalloufi؛ زادهٔ ۲ سپتامبر ۱۹۸۱) بازیکن فوتبال اهل تونس است..
از باشگاه‌هایی که در آن بازی کرده‌است می‌توان به باشگاه فوتبال المعب تونس، باشگاه فوتبال بالمرسی، باشگاه فوتبال صفاقسی، و باشگاه فوتبال ستاره ساحلی اشاره کرد.